# Etwas Kleines-Polka
Etwas Kleines-Polka, op. 190, är en polka-française av Johann Strauss den yngre. Den framfördes första gången den 3 maj 1857 i danslokalen Ungers Casino i Wien.

## Historia
Den 27 april 1857 firade pjäsförfattaren Friedrich Kaiser (1814-74) stora triumfer på Carltheater med sin pjäs Etwas Kleines och musik av teaterns dirigent Carl Binder (1816-60). Huruvida Johann Strauss såg pjäsen, bevistade repetitionerna, gillade titeln eller fick höra om succén då han uppträdde på en välgörenhetskonsert på nämnda teater i slutet av april är osäkert. Hur som helst inspirerades Strauss tillräckligt av händelsen för att spontant komponera en fransk polka som han namngav efter pjäsen: Etwas Kleins-Polka. Verket fick sin premiär mindre än en vecka senare den 3 maj då Strauss dirigerade sin orkester vid av avskedskonsert på Ungers Casino. Direkt efter konserten avreste Strauss till Ryssland för sin andra konsertturné till Pavlovsk utanför Sankt Petersburg (för detaljer angående Strauss rysslandsturnéer, se Grossfürstin Alexandra-Walzer). Polkan mottogs bra av publiken och tre veckor senare, den 24 maj, stod det att läsa i tidningen Wiener Allgemeine Theaterzeitun: "Nyligen publicerades Johann Strauss polka française 'Etwas Kleines' av förläggaren Haslinger. /.../ Glatt överraskande är verkets snabba uppdykande, som spelades för första gången endast 14 [sic!] dagar sedan".
Vid tiden för artikelns publicering befann sig Strauss redan i Pavlovsk där han gav sin första konsert den 14 maj 1857. Bland verken som framfördes i öppningskonserten återfanns Etwas Kleines-Polka och det framgår av ett brev som Strauss skrev till Haslinger att det nya verket åtnjöt samma positiva genklang hos den ryska publiken, som den hade gjort hemma i Wien: "Jag har varit särdeles lyckligt lottad med 'Etwas Kleines', som kan jämföras med Sans-souci-Polka vad gäller framgång. Jag spelar den flera gånger varje dag, vilket i Sankt Petersburg är förfärligt många gånger".

## Om polkan
Speltiden är ca 3 minuter och 32 sekunder plus minus några sekunder beroende på dirigentens musikaliska tolkning.